# День охранно-конвойной службы
День охранно-конвойной службы — профессиональный праздник работников охранно-конвойной службы Министерства внутренних дел Российской Федерации, который отмечается в России ежегодно 13 мая.
День охранно-конвойной службы является рабочим днём, если, в зависимости от года, не выпадает на выходной.

## История
Изоляторы временного содержания, в которых несут охранно-караульную службу десятки тысяч сотрудников, действуют более чем в двух тысячах подразделений МВД России. История конвойной службы началась в 1886 году, когда Александр III издал предписание о создании в Российской империи конвойных команд. Двадцать лет спустя, 10 июня 1907 года был утверждён первый Устав конвойной службы.
13 мая 1938 года приказом № 091 Народного комиссариата внутренних дел Союза Советских Социалистических Республик был объявлен Временный устав конвойной службы рабоче-крестьянской милиции. Дата принятия этого документа считается днём образования охранно-конвойной службы Союза ССР и России. В приказе МВД России от 23 октября 2002 года № 1026 «Об объявлении даты образования охранно-конвойных подразделений милиции», подписанном министром внутренних дел Борисом Грызловым, говорится: «1. Считать 13 мая 1938 года датой образования охранно-конвойных подразделений милиции. 2. Установить День охранно-конвойных подразделений милиции 13 мая.»
В день охранно-конвойной службы Российской Федерации руководство страны и высшие должностные лица МВД России поздравляют своих подчинённых с этим профессиональным праздником, а наиболее отличившиеся сотрудники награждаются государственными наградами, внеочередными специальными званиями, памятными подарками, правительственными грамотами и благодарностями командования.

В 2003 году заместитель министра внутренних дел России Александр Чекалин в своей поздравительной речи, приуроченной к дню охранно-конвойной службы, сказал следующие слова, которые наглядно описывают деятельность ОКС России:
«Работники этой службы заняты очень важным, необходимым делом. Они непосредственно обеспечивают функционирование судебной системы государства. От их работы во многом зависит деятельность всех судебных инстанций — от районных судов до Верховного суда Российской Федерации, включая военные суды… сегодня в непростых условиях работники этой службы практическими делами обеспечивают реализацию реформы судебной системы, осуществляя свою деятельность в непосредственном контакте с судьями. Основное внимание уделяется обеспечению прав тех, кто взят под охрану и находится в условиях содержания в спецучреждениях… акцент в работе делается на улучшении условий пребывания таких лиц в ИВС в соответствии с требованиями законодательства. Второй основной составляющей является максимальное ограждение граждан от воздействия тех, кто способен нарушить закон и преступить общепризнанные нормы».